# (10164) Akusekijima
(10164) Akusekijima est un astéroïde de la ceinture principale.

## Description
(10164) Akusekijima est un astéroïde de la ceinture principale. Il fut découvert le 27 janvier 1995 à Ōizumi par Takao Kobayashi. Il présente une orbite caractérisée par un demi-grand axe de 2,60 UA, une excentricité de 0,16 et une inclinaison de 14,6° par rapport à l'écliptique.

## Compléments